# Privatizaciones rusas

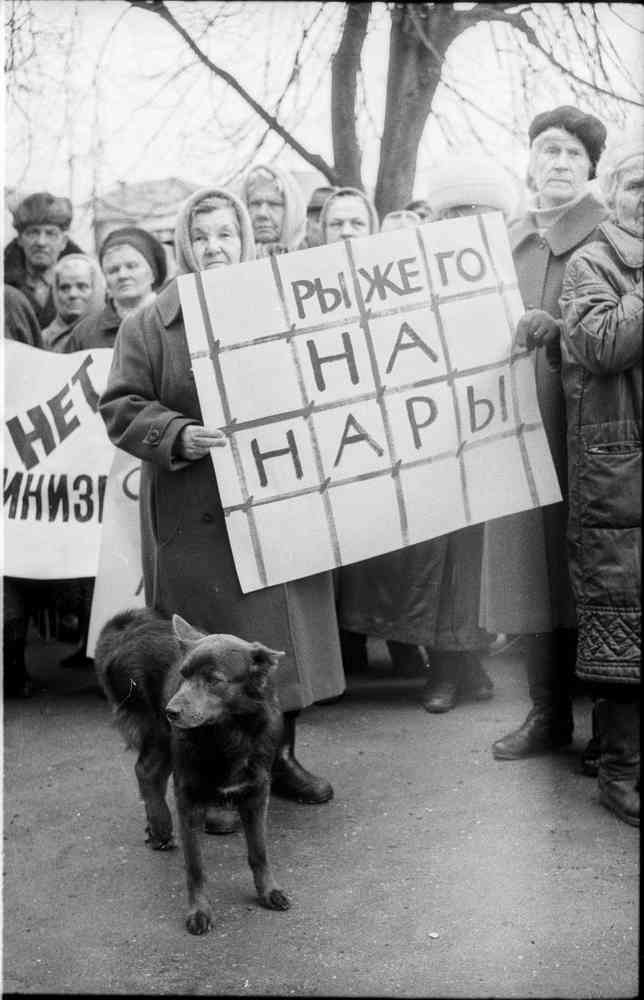
Los rusos protestan contra la depresión económica provocada por las reformas con una pancarta que decía: "¡Encarcela al pelirrojo!" (referencia a Anatoli Chubáis), 1998.

Las privatizaciones rusas describen la serie de reformas postsoviéticas que resultaron en la privatización a gran escala de los activos estatales de Rusia, particularmente en los sectores industrial, energético y financiero. La mayor parte de las privatizaciones tuvieron lugar a principios y mediados de los años 1990 bajo Boris Yeltsin, quien asumió la presidencia tras la disolución de la Unión Soviética.
La propiedad privada de empresas y propiedades había seguido siendo esencialmente ilegal durante toda la era soviética, y el comunismo soviético enfatizaba el control nacional sobre todos los medios de producción excepto el trabajo humano. En la Unión Soviética, el número de empresas estatales se estimaba en 45.000.
La privatización facilitó la transferencia de una riqueza significativa a un grupo relativamente pequeño de oligarcas empresariales y nuevos rusos, en particular ejecutivos del gas natural y el petróleo. Esta transición económica ha sido descrita como katastroika, que es una combinación de catástrofe y el término perestroika, y como "el colapso económico en tiempos de paz más catastrófico de un país industrial en la historia".
Unos pocos activos estratégicos, incluida gran parte de la industria de defensa rusa, no fueron privatizados durante los años noventa. La privatización masiva de esta época sigue siendo un tema muy polémico en la sociedad rusa, y muchos rusos piden una revisión o revocación de las reformas. 

## Privatización durante la Unión Soviética
A finales de la década de 1980, como parte del movimiento de reforma de la perestroika, la legislación defendida por Mijaíl Gorbachov — quien se comprometió a construir una "economía socialista mixta" — transfirió efectivamente algunos derechos de control sobre las empresas del gobierno a los empleados y la dirección. En 1987, a pesar de la oposición de algunos de sus aliados,  Gorbachov logró aprobar una "ley sobre empresas estatales" a través del Sóviet Supremo de la Unión Soviética, que otorgaba a los colectivos laborales un papel más importante en la gestión de las empresas.  En 1988, la Ley de Cooperativas legitimó las "cooperativas socialistas", que funcionaban funcionalmente como empresas privadas y se les permitía tratar directamente con empresas extranjeras, y redujeron la dependencia de la planificación central. Más tarde ese año, a los agricultores privados soviéticos se les permitió alquilar tierras al Estado, comprar equipos y contratar trabajadores, un paso significativo lejos de la agricultura colectiva obligatoria tras décadas de dominio por parte de empresas agrícolas estatales. Las nuevas regulaciones fueron vistas como un esfuerzo por dividir las granjas estatales en unidades más pequeñas y abordar la escasez crítica de alimentos en la Unión Soviética.
La legislación también permitió a estas empresas retirarse de las asociaciones por sí mismas, lo que condujo al proceso de la llamada privatización espontánea en el que sus administradores adquirieron el control de algunos activos industriales. Sin embargo, esto representaba sólo varios miles de empresas, una pequeña fracción de la industria soviética.[cita requerida]
En septiembre de 1990, el parlamento soviético otorgó a Gorbachov poderes de privatización de emergencia, incluida la autoridad para transformar empresas estatales en sociedades anónimas con acciones ofertadas en bolsas de valores.
Uno de los mayores esfuerzos de privatización durante la era soviética fue la transformación del Ministerio de Combustible y Energía en una sociedad anónima conocida como Rosneftgaz en septiembre de 1991.
En los meses previos a la disolución de la Unión Soviética en diciembre de 1991, el futuro presidente Boris Yeltsin comenzó a reunir un equipo de reformadores económicos encabezados por Yegor Gaidar, entonces un joven economista reformista, entre los que se encontraba Anatoly Chubais. El equipo reformista inicialmente consideró la socialdemocracia sueca como modelo para Rusia, pero Gaidar optó por estudiar a Hungría como modelo y se dejó influenciar por el uso de la terapia de choque en Polonia. Tanto Gaidar como Chubais estaban convencidos de que, a pesar de la singular historia económica no capitalista de Rusia, una economía de mercado podría afianzarse con éxito en el país. Tras el intento de golpe de Estado de agosto de 1991, la situación económica del país empeoró drásticamente y surgió una grave escasez de alimentos. En octubre, Yeltsin pronunció un discurso en el que declaró que los controles de precios se levantarían el 1 de enero de 1992, a pesar de la recomendación de Gaidar de que no se diera una fecha específica para la liberación de precios.

## Privatización de vales (1992-1994)

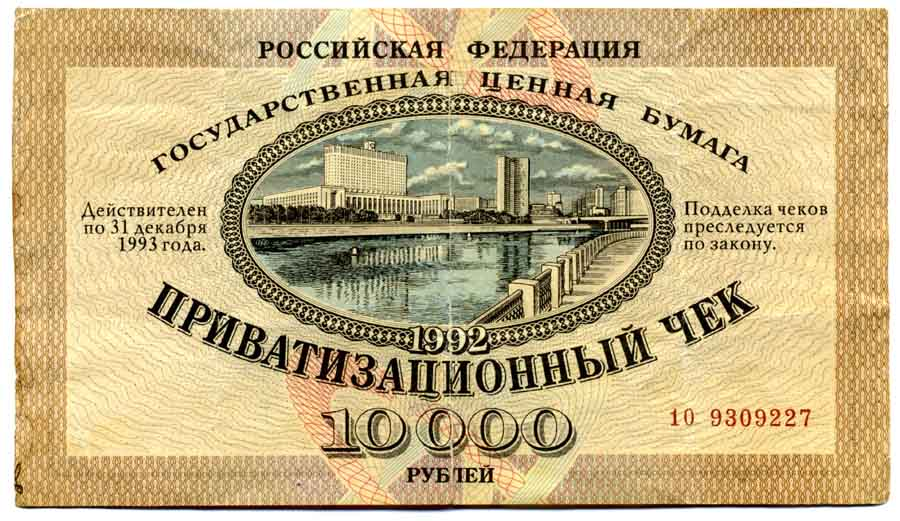
Bono de privatización de 1992

La privatización tuvo lugar a una escala mucho más amplia a principios de la década de 1990, cuando el gobierno de Rusia se fijó deliberadamente el objetivo de vender sus activos al público ruso. Tras el colapso de la Unión Soviética, el nuevo gobierno se vio obligado a gestionar el enorme sector empresarial estatal heredado de la economía soviética. La privatización fue llevada a cabo por el Comité Estatal para la Gestión de la Propiedad Estatal de la Federación de Rusia bajo Chubais con el objetivo principal de transformar las empresas que antes eran de propiedad estatal en negocios con fines de lucro, que no dependerían de subsidios gubernamentales para su supervivencia. Para distribuir la propiedad rápidamente y ganarse el apoyo popular, los reformadores decidieron confiar principalmente en el mecanismo de privatización de bonos gratuitos, que se implementó anteriormente en Checoslovaquia. El gobierno ruso creía que la venta abierta de activos estatales, a diferencia del programa de bonos, probablemente habría dado lugar a una mayor concentración de propiedad entre la mafia rusa y la nomenklatura, algo que intentaban evitar. Sin embargo, contrariamente a las expectativas del gobierno, los insiders lograron hacerse con el control de la mayoría de los activos, que siguieron dependiendo en gran medida del apoyo gubernamental durante los años siguientes. De 1992 a 1994, la propiedad de 15.000 empresas pasó del control estatal a través del programa de bonos.
Así, aunque varios de los objetivos iniciales no se habían logrado plenamente al final del programa de bonos, una gran cantidad de activos pasaron a manos privadas con notable rapidez y sirvieron para proporcionar alguna base para la competencia en el mercado. La privatización de los vales tuvo lugar entre 1992 y 1994 y aproximadamente el 98 por ciento de la población participó. Los vales, cada uno de los cuales correspondía a una parte de la riqueza nacional, se distribuían equitativamente entre la población, incluidos los menores. Podrían canjearse por acciones de las empresas que se privatizarían. Como la mayoría de las personas no estaban bien informadas sobre la naturaleza del programa o eran muy pobres, se apresuraron a vender sus vales por dinero, sin estar preparadas o sin querer invertir.[cita requerida] La mayoría de los vales y, por tanto, la mayoría de las acciones, terminaron siendo adquiridos por la dirección de las empresas. Aunque la legislación de privatización inicial de Rusia atrajo un amplio apoyo popular dada su promesa de distribuir la riqueza nacional entre el público en general y los empleados ordinarios de las empresas privatizadas, finalmente el público se sintió engañado.

### Sector petrolero
La privatización del sector petrolero fue regulada por el decreto presidencial No.1403 aprobado el 17 de noviembre de 1992. Las empresas integradas verticalmente se crearon uniendo algunas empresas productoras de petróleo y refinerías en sociedades anónimas. A partir de 1994 se privatizaron muchas antiguas empresas petroleras estatales. Esta privatización había sido parcial porque el gobierno federal había obtenido posiciones de propiedad en varias empresas y también había retenido el control total sobre el transporte de petróleo a los lucrativos mercados mundiales.

## Préstamos para acciones (1995-1996)

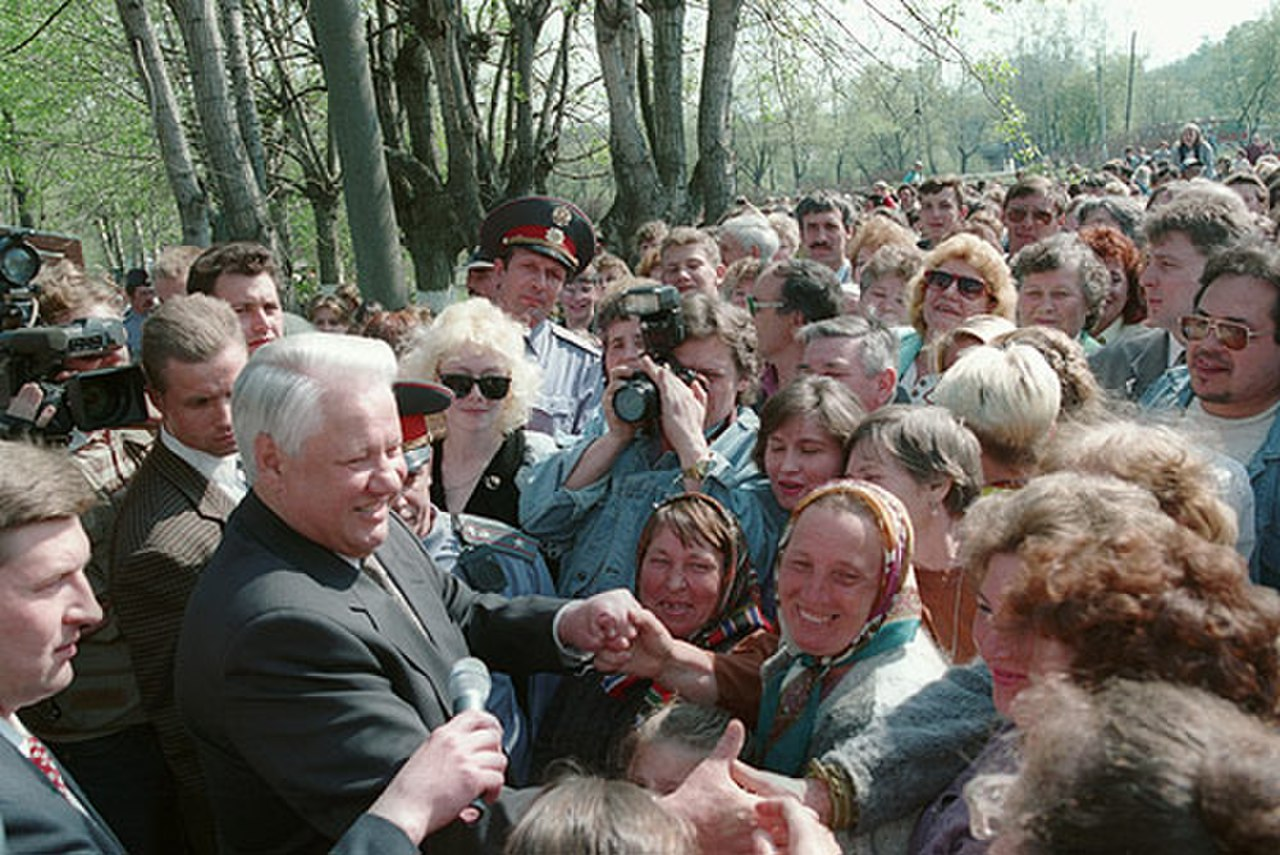
Yeltsin antes de las elecciones presidenciales de 1996

En 1995, ante un grave déficit fiscal y una desesperada necesidad de fondos para las elecciones presidenciales de 1996, el gobierno de Borís Yeltsin adoptó un plan de "préstamos por acciones" propuesto por el banquero Vladímir Potanin y respaldado por Anatoli Chubáis entonces vice primer ministro, mediante el cual algunos de los mayores activos industriales estatales (incluidas acciones estatales en Nornickel, Yukos, LUKoil, Sibneft, Surgutneftegas, Novolipetsk Steel y Mechel) fueron arrendados mediante subastas por dinero prestado por bancos comerciales al gobierno. Las subastas estaban amañadas y carecían de competencia, siendo controladas en gran medida por personas privilegiadas con conexiones políticas o utilizadas en beneficio de los propios bancos comerciales. Como ni los préstamos ni las empresas arrendadas fueron devueltos a tiempo, esto se convirtió efectivamente en una forma de vender o privatizar activos estatales a precios muy bajos.

## La primera década de los 2000

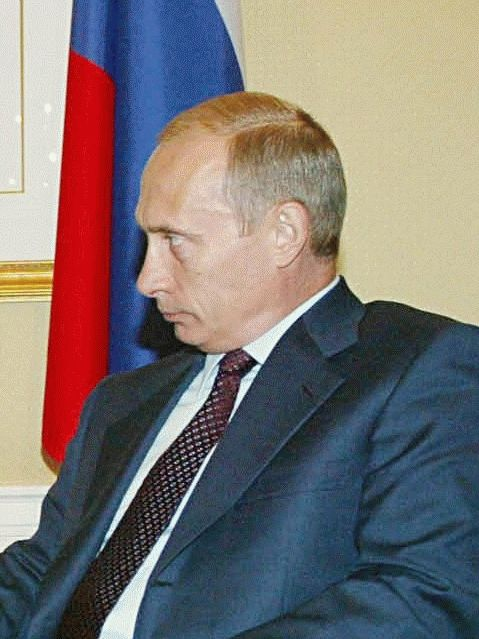
Vladímir Putin en 2003.

Rusia no comenzó a recuperarse hasta 2003. Vladímir Putin abandonó el modelo de libre mercado para Rusia y abrazó un modelo de capitalismo de Estado.
La Rusia de Boris Yeltsin estaba económicamente deprimida, militarmente debilitada y dependiente de la ayuda occidental. Prácticamente todos estos activos estuvieron bajo control gubernamental hasta la privatización a mediados de la década de 1990. Existe un amplio consenso en que las detenciones del principal accionista de Yukos, Platon Lebedev, por fraude, en julio de 2003, y del director general del gigante petrolero, Mijaíl Jodorkovski, por evasión fiscal, en octubre de 2003, fueron acontecimientos fundamentales en el primer mandato de Putin como presidente, que marcaron el comienzo del proceso de renacionalización de industrias estratégicas por parte del Kremlin.
De 2004 a 2006, el gobierno tomó el control de empresas anteriormente privatizadas en ciertos sectores "estratégicos": petróleo, aviación, equipos de generación de energía, construcción de maquinaria y finanzas. Por ejemplo, la empresa estatal de equipos de defensa Rosoboronexport tomó el control de Avtovaz, el principal productor de automóviles rusos. En junio de 2006, tomó el control del 60% de VSMPO-Avisma, empresa que representa dos tercios de la producción mundial de titanio. En 2007, United Aircraft Building Corporation, una empresa controlada en un 51% por el gobierno, combinó todas las empresas rusas que producían aviones.

## La década de 2010
En diciembre de 2010, el presidente ruso, Dmitri Medvédev, había ordenado a los gobiernos regionales que decidieran sobre la privatización de los activos complementarios antes de julio de 2011. Arkadi Dvorkóvich, entonces un alto asesor económico del Kremlin, dijo que los ingresos de la privatización regional podrían ascender a varios miles de millones de rublos en 2011, y que las autoridades regionales deben priorizar la venta de empresas de servicios públicos, instituciones financieras, activos de fabricación y transporte y los medios de comunicación.
En mayo de 2012, después de convertirse en primer ministro, Medvédev dijo que Rusia debería llevar a cabo su programa de privatización independientemente de la volatilidad del mercado.
Después de una sesión del Foro Económico Mundial en octubre de 2012, Medvédev dijo: "Es vital para nuestro país continuar el rumbo hacia la privatización". Subrayó que había asegurado a los participantes en la sesión del Foro Económico Mundial que "no queremos ver una economía totalmente controlada por el Estado". 
En octubre de 2017, el ministro ruso de Desarrollo Económico, Maxim Oreshkin, dijo a Reuters que "casi no quedan razones fiscales para la privatización", tras una mejora de la economía debido al aumento de los precios del petróleo.

## Análisis
El fracaso percibido de la privatización en la década de 1990 fue el resultado de una combinación de factores:
- La mayoría de los vales se entregaron a directivos y empleados de empresas. Los directivos pudieron utilizar sus puestos para adquirir un control desproporcionado de sus empresas; por ejemplo, obligando a los empleados a vender sus acciones a bajo precio y utilizando la intimidación para excluir a otros compradores de las subastas de acciones de la empresa.
- Las empresas más grandes no formaban parte del programa de bonos en absoluto, sino que se subastaban a precios bajos a un puñado de oligarcas bien conectados.
- Los empresarios ricos resultantes, sintiendo que sus propios derechos de propiedad eran inseguros en Rusia, se dedicaron a la liquidación de activos para trasladar valor de sus empresas a inversiones en el extranjero.

En general, el efecto fue concentrar la propiedad entre un pequeño número de individuos privados, quienes a su vez saquearon sus empresas para obtener beneficios personales a expensas del éxito de sus empresas y de la economía en general.